# Марді Фіш
Марді Фіш (англ. Mardy Fish, 9 грудня 1981) — американський тенісист, срібний медаліст Олімпійських ігор.
Марді Фіш народився в родині вчителя тенісу Тома Фіша. Професійно грати в теніс він почав у 2000, коли йому було 18. У 2004 році він став срібним медалістом Олімпіади в Афінах, поступившись у фіналі Ніколасу Массу із Чилі. У 2011 Фіш вперше увійшов до чільної десятки світового рейтингу і став першою ракеткою США, випередивши свого товариша ще зі школи Енді Роддіка.

## Стиль гри
За стилем гри Фіш схожий на Енді Роддіка. У нього дуже потужна перша подача, що дозволяє йому отримувати очки без боротьби. У розіграшах раніше Фіш покладався на сильний форхенд, намагаючись зіграти на виліт. У 2010 він втратив понад 15 кг ваги. Це покращило його фізичні кондиції і збільшило швидкість пересування на корті. Водночас стиль гри став більш захисним, оскільки він тепер може доганяти м'ячі. Бекхенд у Марді надійний, він може з високою ефективністю пробивати його плоско. На сітці Фіш грає добре, тому має успіхи в парній грі.

## Фінали турнірів ATP

### Одиночний розряд: 20 (6 титулів, 14 поразок)
| Легенда                       |
| ----------------------------- |
| Турніри Великого шолома (0–0) |
| ATP World Tour Фінали (0–0)   |
| Тур ATP Мастерс 1000 (0–4)    |
| Олімпійські Ігри (0–1)        |
| Тур ATP 500 (0–0)             |
| Тур ATP 250 (6–9)             |

| Титули за покриттям |
| ------------------- |
| Тверде (4–11)       |
| Ґрунт (1–0)         |
| Трава (1–3)         |
| Килим (0–0)         |

| Титули by setting |
| ----------------- |
| Під небом (5–12)  |
| У залі (1–2)      |

| Результат | В-П  | Дата     | Турнір                                  | Tier          | Покриття   | Опонент          | Рахунок                 |
| --------- | ---- | -------- | --------------------------------------- | ------------- | ---------- | ---------------- | ----------------------- |
| Поразка   | 0–1  | Бер 2003 | Delray Beach Open, US                   | International | Тверде     | Ян-Майкл Гембілл | 0–6, 6–7(5–7)           |
| Поразка   | 0–2  | Чер 2003 | Nottingham Open, UK                     | International | Трава      | Грег Руседскі    | 3–6, 2–6                |
| Поразка   | 0–3  | Сер 2003 | Мастерс Цинциннаті, US                  | Masters       | Тверде     | Енді Роддік      | 6–4, 6–7(3–7), 6–7(4–7) |
| Перемога  | 1–3  | Жов 2003 | Stockholm Open, Швеція                  | International | Тверде (i) | Робін Содерлінг  | 7–5, 3–6, 7–6(7–4)      |
| Поразка   | 1–4  | Лют 2004 | Pacific Coast Championships, US         | International | Тверде (i) | Енді Роддік      | 6–7(13–15), 4–6         |
| Поразка   | 1–5  | Чер 2004 | Halle Open, Німеччина                   | International | Трава      | Роджер Федерер   | 0–6, 3–6                |
| Поразка   | 1–6  | Сер 2004 | Теніс на Олімпійських іграх, Греція     | Olympics      | Тверде     | Ніколас Массу    | 3–6, 6–3, 6–2, 3–6, 4–6 |
| Перемога  | 2–6  | Кві 2006 | U.S. Men's Clay Court Championships, US | International | Ґрунт      | Юрген Мельцер    | 3–6, 6–4, 6–3           |
| Поразка   | 2–7  | Сер 2007 | Connecticut Open, US                    | International | Тверде     | Джеймс Блейк     | 5–7, 4–6                |
| Поразка   | 2–8  | Бер 2008 | Indian Wells Open, US                   | Masters       | Тверде     | Новак Джокович   | 2–6, 7–5, 3–6           |
| Поразка   | 2–9  | Сер 2008 | Connecticut Open, US                    | International | Тверде     | Марин Чилич      | 4–6, 6–4, 2–6           |
| Поразка   | 2–10 | Лют 2009 | Pacific Coast Championships, US         | 250 Series    | Тверде (i) | Радек Штепанек   | 6–3, 4–6, 2–6           |
| Перемога  | 3–10 | Бер 2009 | Delray Beach Open, US                   | 250 Series    | Тверде     | Євген Корольов   | 7–5, 6–3                |
| Поразка   | 3–11 | Чер 2010 | Queen's Club Championships, UK          | 250 Series    | Трава      | Сем Кверрі       | 6–7(3–7), 5–7           |
| Перемога  | 4–11 | Лип 2010 | Hall of Fame Open, US                   | 250 Series    | Трава      | Олів'є Рохус     | 5–7, 6–3, 6–4           |
| Перемога  | 5–11 | Лип 2010 | Atlanta Open, US                        | 250 Series    | Тверде     | Джон Ізнер       | 4–6, 6–4, 7–6(7–4)      |
| Поразка   | 5–12 | Сер 2010 | Cincinnati Masters, US                  | Masters 1000  | Тверде     | Роджер Федерер   | 7–6(7–5), 6–7(1–7), 4–6 |
| Перемога  | 6–12 | Лип 2011 | Atlanta Open, US (2)                    | 250 Series    | Тверде     | Джон Ізнер       | 3–6, 7–6(8–6), 6–2      |
| Поразка   | 6–13 | Лип 2011 | Los Angeles Open, US                    | 250 Series    | Тверде     | Ернестс Гулбіс   | 7–5, 4–6, 4–6           |
| Поразка   | 6–14 | Сер 2011 | Мастерс Канада, Канада                  | Masters 1000  | Тверде     | Новак Джокович   | 2–6, 6–3, 4–6           |

### Парний розряд: 11 (8 титулів, 3 поразки)
| Легенда                       |
| ----------------------------- |
| Турніри Великого шолома (0–0) |
| ATP World Tour Фінали (0–0)   |
| Тур ATP Мастерс 1000 (1–1)    |
| Тур ATP 500 (2–2)             |
| Тур ATP 250 (5–0)             |

| Титули за покриттям |
| ------------------- |
| Тверде (5–2)        |
| Ґрунт (2–1)         |
| Трава (1–0)         |

| Титули by setting |
| ----------------- |
| Під небом (5–2)   |
| У залі (3–1)      |

| Результат | В-П | Дата     | Турнір                                        | Tier          | Покриття   | Партнер               | Опоненти                           | Рахунок               |
| --------- | --- | -------- | --------------------------------------------- | ------------- | ---------- | --------------------- | ---------------------------------- | --------------------- |
| Перемога  | 1–0 | Кві 2002 | U.S. Men's Clay Court Championships, US       | International | Ґрунт      | Енді Роддік           | Ян-Майкл Гембілл Грейдон Олівер    | 6–4, 6–4              |
| Перемога  | 2–0 | Лют 2004 | Pacific Coast Championships, US               | International | Тверде (i) | Джеймс Блейк          | Рік Ліч Браян Макфі                | 6–2, 7–5              |
| Перемога  | 3–0 | Кві 2004 | U.S. Men's Clay Court Championships, US (2)   | International | Ґрунт      | James Blake           | Рік Ліч Браян Макфі                | 6–3, 6–4              |
| Поразка   | 3–1 | Лют 2006 | U.S. National Indoor Championships, US        | Intl. Gold    | Тверде (i) | James Blake           | Кріс Гаггард Іво Карлович          | 6–0, 5–7, [5–10]      |
| Перемога  | 4–1 | Лип 2008 | Hall of Fame Open, US                         | International | Трава      | Джон Ізнер            | Роган Бопанна Айсам-уль-Хак Куреші | 6–4, 7–6(7–1)         |
| Перемога  | 5–1 | Лют 2009 | U.S. National Indoor Tennis Championships, US | 500 Series    | Тверде (i) | Марк Ноулз (тенісист) | Тревіс Перротт Філіп Полашек       | 7–6(9–7), 6–1         |
| Перемога  | 6–1 | Бер 2009 | Indian Wells Open, US                         | Masters 1000  | Тверде     | Енді Роддік           | Максим Мирний Енді Рам             | 3–6, 6–1, [14–12]     |
| Перемога  | 7–1 | Лют 2010 | Pacific Coast Championships, US (2)           | 250 Series    | Тверде (i) | Сем Кверрі            | Бенжамін Бекер Леонардо Маєр       | 7–6(7–3), 7–5         |
| Перемога  | 8–1 | Сер 2010 | Washington Open, US                           | 500 Series    | Тверде     | Марк Ноулз (тенісист) | Томаш Бердих Радек Штепанек        | 4–6, 7–6(9–7), [10–7] |
| Поразка   | 8–2 | Тра 2011 | Мастерс Рим, Італія                           | Masters 1000  | Ґрунт      | Енді Роддік           | Джон Ізнер Сем Кверрі              | Walkover              |
| Поразка   | 8–3 | Сер 2013 | Washington Open, US                           | 500 Series    | Тверде     | Радек Штепанек        | Жульєн Беннето Ненад Зімоньїч      | 6–7(5–7), 5–7         |